# 三遊亭市馬 (4代目)
四代目 三遊亭 市馬（さんゆうてい いちば、本名：岸 正次郎、1913年2月28日 - 1987年1月24日）は元落語家。

## 経歴
元は天狗連出身。そのまま噺家になるつもりだったが戦争中でかなわず、海軍に所属した。
戦後ようやく七代目林家正蔵に入門し、念願の噺家になる。すでに中年に達し、妻子を持つ身だった。本名をもじった林家正二郎の前座名を与えられた。木村屋總本店でアルバイトをし、一家でパンを分け合いながら下積み時代をしのいだ。1951年、七代目正蔵が没したため、八代目林家正蔵門下に転じ、翌年4月、正蝶と改名して二ツ目。　
1961年5月、真打昇進で四代目三遊亭市馬襲名。彼の前に活動した落語家に三代目柳亭市馬がいたが、亭号を三遊亭とした。
1964年に突如廃業し、落語協会の事務員となった。最晩年は事務員も廃業し、群馬県で隠居生活をしていた。
1987年1月24日、心不全のため死去。73歳没。師匠彦六を敬愛しており、遺体は師匠である彦六同様、群馬大学医学部に献体された。

## 芸歴
- 1948年? - 七代目林家正蔵に入門、前座名「正二郎」。
- 1951年 - 七代目林家正蔵が死去、八代目林家正蔵門下に移籍。
- 1952年4月 - 二ツ目昇進、「正蝶」と改名。
- 1961年5月 - 真打昇進、「四代目三遊亭市馬」を襲名[1]。
- 1964年[1] - 廃業、落語協会の事務員となった。
- 後に事務員も廃業。
- 1987年[1] - 死去。

## 人物
芸人符牒でいうところのロセンが当時の「落語界一」大きかったため、俗に「ロセンの市馬」と呼ばれた。自身もロセンにまつわるホラ話をするのを好み、「背泳ぎをして隅田川を泳いでいたら勝鬨橋が開いた」とか「夫婦喧嘩すると（略）根本まで入れちゃうぞというと、かみさんが謝る」などと吹聴し、楽屋を笑わせていたという。また、裸の写真を持ち歩いては芸人に見せびらかしていたという。
前述の通り太平洋戦争前から天狗連で活躍しており、客を掴むことがうまく独特の味があった。